# Cranioleuca albicapilla
El curutié crestado, curutié de pecho crema o cola-espina de cresta cremosa (Cranioleuca albicapilla), es una especie de ave paseriforme de la familia Furnariidae perteneciente al numeroso género Cranioleuca. Es endémica de Perú.

## Distribución y hábitat

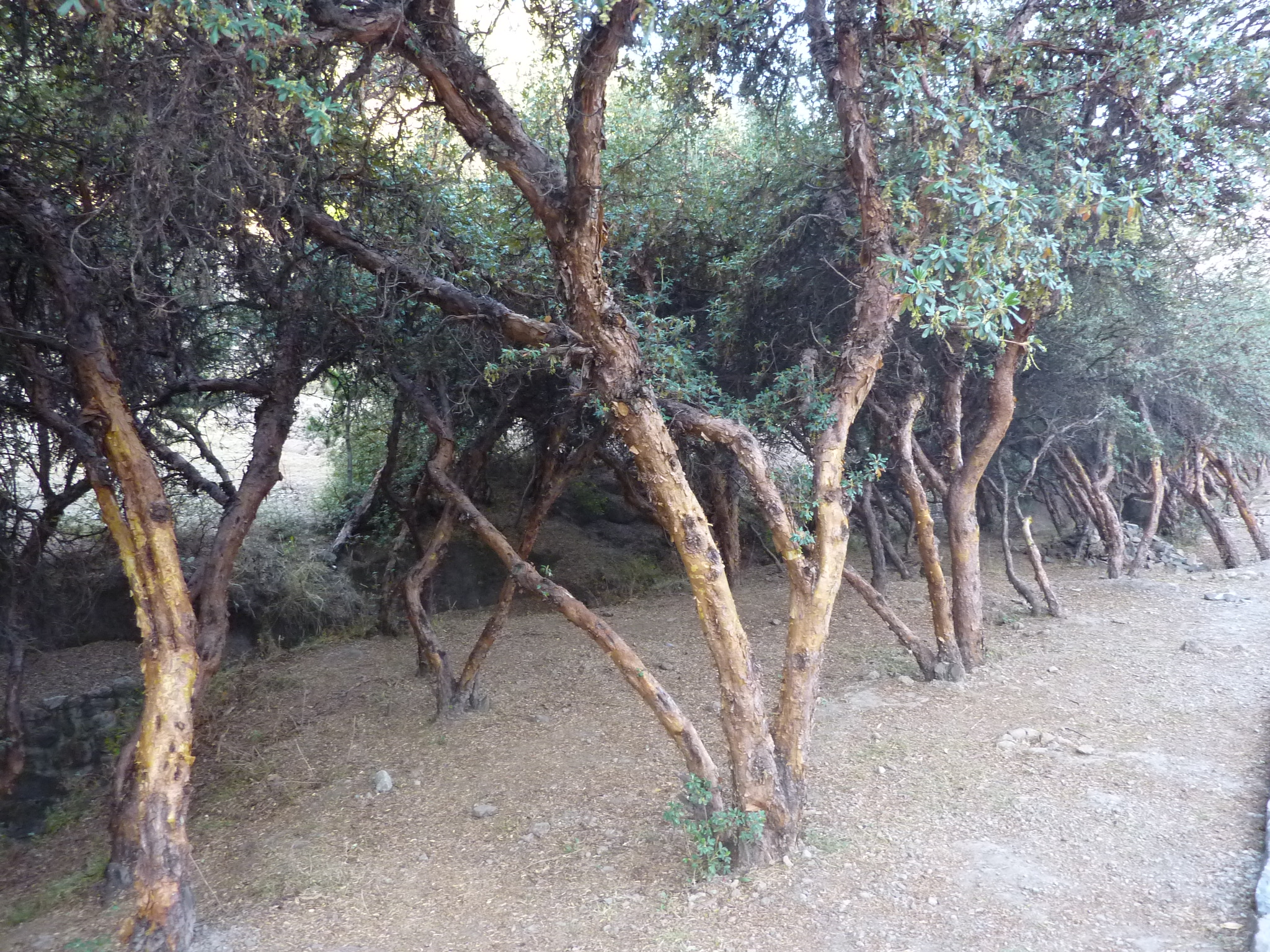
Bosque de Polylepis, cerca de Cuzco, ejemplo de hábitat de la especie.

Se distribuye únicamente por la pendiente oriental de los Andes del centro sur de Perú.
Esta especie es considerada bastante común en su hábitat natural: los matorrales y bosques áridos montanos, y los fragmentos de bosques dominados por Polylepis, entre 2500 y 3600 m de altitud.

## Sistemática

### Descripción original
La especie C. albicapilla fue descrita por primera vez por el ornitólogo alemán Jean Cabanis en 1873 bajo el nombre científico Synallaxis albicapilla; la localidad tipo es: «Maraynioc, Junín, Perú».

### Etimología
El nombre genérico femenino «Cranioleuca» se compone de las palabras del griego «κρανιον kranion»: cráneo, cabeza, y «λευκος leukos»: blanco, en referencia a la corona blanca de la especie tipo: Cranioleuca albiceps; y el nombre de la especie «albicapilla», se compone de las palabras del latín «albus»: blanco, y «capillus»: cabello de la cabeza, en referencia a la cresta clara de la especie.

### Taxonomía
Los datos filogenéticos recientes indican que la presente especie es pariente más próxima al grupo formado por Cranioleuca pyrrhophia, C. pallida y C. obsoleta. Aparentemente, las subespecies intergradan en Ayacucho y Apurímac.

### Subespecies
Según las clasificaciones del Congreso Ornitológico Internacional (IOC) y Clements Checklist/eBird v.2019 se reconocen dos subespecies, con su correspondiente distribución geográfica:
- Cranioleuca albicapilla albicapilla (Cabanis, 1873) – Andes del centro de Perú (Junín y Huancavelica hacia el sur hasta Ayacucho y Apurímac).
- Cranioleuca albicapilla albigula J.T. Zimmer, 1924 – Andes del sur de Perú (Cuzco hacia el sur hasta Ayacucho y Apurímac).